# Секачёва, Марина Игоревна
Марина Игоревна Секачёва (род. 30 июня 1976 года) — российский учёный-онколог. Награждена золотой медалью имени Н. Н. Блохина (2022).

## Биография
Родилась 30 июня 1976 года.
В 1999 году — с золотой медалью окончила Московскую медицинскую академию имени И. М. Сеченова по специальности «лечебное дело».
В 2014 году — защитила докторскую диссертацию, тема: «Периоперационная терапия при метастазах колоректального рака в печень».
В 2018 году — впервые представила биостатистическую платформу для ранней диагностики злокачественных новообразований на основе методик искусственного интеллекта. Разработка стала победителем конкурса «Искусственный интеллект и большие данные».
В настоящее время — директор Института персонализированной онкологии Сеченовского Университета, профессор кафедры онкологии, радиотерапии и реконструктивной хирургии.

## Научная и организационная деятельность
Автор более 200 публикаций, из них 4 учебных издания, 183 научных труда в РИНЦ, 76 в МБД Scopus (индекс Хирша = 18), 19 патентов на изобретения и иные объекты интеллектуальной собственности, используемые в научном и клиническом процессах.
Под руководством и при научном консультировании М.И. Секачевой защищены 4 кандидатские и 1 докторская диссертации.
Научный руководитель и консультант 22 диссертационных работ на соискание степени кандидата медицинских наук и 8 диссертационных работ на соискание степени доктора медицинских наук.
Член редколлегий «Российского журнала персонализированной медицины», «Сеченовский вестник», «The BRICS Health Journal», «Frontiers in genetics», «Frontiers in Molecular Bioscience», «Molecular Oncology», «Phenomics». 
Член директората и председатель членского комитета Всемирного консорциума по персонализированной онкологии (WIN-consortium for personalized oncology).
Является профессором интервенционной медицины Больницы Шэн Цзин Китайского Медицинского Университета Министерства здравоохранения Китая.
Эксперт хирургического совета ВАК РФ, член диссертационного совета по специальности «Онкология, лучевая терапия», заместитель председателя Аттестационной комиссии ФГАОУ ВО Первый МГМУ им. И.М. Сеченова Минздрава России (Сеченовский Университет).
Ведущая Школы «Онкология в фокусе. Школа персонализированной онкологии профессора М.И. Секачевой» научно-информационной системы «Интернист».

## Награды
- Премия Правительства Российской Федерации в области науки и техники (в составе коллектива авторов, за 2016 год) — за разработку и внедрение междисциплинарной стратегии в лечении колоректального рака
- Золотая медаль имени Н. Н. Блохина (2022) — за серию работ «Разработка и внедрение цифровых персонализированных методов диагностики и прогнозирования при онкологических заболеваниях»
- Премия Digital Health Awards в категории «научные исследования» (2020)
- Нагрудный знак «Отличник здравоохранения» Минздрава РФ (2024) — за заслуги в области здравоохранения и многолетний добросовестный труд
- Благодарность Министра здравоохранения Российской Федерации за хороший и добросовестный труд (2024)